# Zygmunt Kurnatowski
Zygmunt Aleksander Kurnatowski herbu Łodzia (ur. 1778 w Pożarowie,  zm. 14 czerwca 1858 roku w Warszawie) – polski wojskowy i polityk, generał dywizji armii Królestwa Polskiego, prezes Heroldii Królestwa Polskiego do połowy 1855 roku, prezes Komisji Umorzenia Długu Krajowego Królestwa Kongresowego w 1834 roku.

## Życiorys
Ewangelik reformowany.
Uczestnik powstania wielkopolskiego 1806, po czym wszedł do 5 pułku ułanów armii Księstwa Warszawskiego. Uczestnik wszystkich jej kampanii. W 1810 doszedł do stopnia pułkownika swego macierzystego pułku. W 1812 roku przystąpił do Konfederacji Generalnej Królestwa Polskiego. Generał z 1814 i dowódca Brygady Jazdy. Walczył do końca epopei napoleońskiej, potem powrócił do kraju i jako dowódca Brygady Gwardii Konnej wszedł do armii Królestwa Polskiego.
Od 1823 dowódca brygady w Korpusie Rezerwowym. Od 1828 adiutant cara Rosji Mikołaja I w stopniu generała dywizji. Bezwzględny wykonawca rozkazów każdej władzy nawet wbrew swoim przekonaniom. Był członkiem Sądu Wojennego Najwyższego, w zastępstwie Sądu Sejmowego, powołanego do sądzenia oskarżonych o przynależność do Wolnomularstwa Narodowego. Jako członek sądu wojskowego optował za skazaniem Waleriana Łukasińskiego.
W noc wybuchu powstania listopadowego 1830 wystąpił przeciwko powstańcom i tylko z trudem uniknął losu innych generałów. Złożył przysięgę wierności narodowi polskiemu i podał się do dymisji.
Po klęsce powstania wszedł do służby carskiej, ale w 1832 został zdymisjonowany przez cara.
Członek Towarzystwa Rolniczego w Królestwie Polskim z Warszawy w 1858 roku.
Pochowany w miejscowości Orzeszkowo woj. wielkopolskie.
Był członkiem loży wolnomularskiej Bracia Zjednoczeni w drugim stopniu rytu ("czeladnik").

## Odznaczenia
Odznaczony Krzyżem Kawalerskim Orderu Virtuti Militari w 1808, francuskimi Krzyżami Kawalerskim i Oficerskim Orderu Legii Honorowej w 1809 i 1813, Krzyżem Kawalerskim Orderu Zjednoczenia w 1814, Orderem św. Stanisława I klasy w 1819, a II, III i IV klasy w 1816 (wszystkie trzy w kilkudniowych odstępach), Znakiem Honorowym za 20 lat służby w 1830, rosyjskimi Orderem św. Aleksandra Newskiego z brylantami, Orderem Orła Białego, Orderem św. Włodzimierza II klasy, Orderem św. Anny I klasy z koroną w 1830 oraz Orderem św. Włodzimierza III klasy w 1815.